# Deltepilissus diabolicus
Deltepilissus diabolicus là một loài bọ cánh cứng trong họ Bọ hung (Scarabaeidae).